# 關西鐵道
關西鐵道（日语：／ Kansai Tetsudō */?）是曾經存在於日本明治時代的一家私人鐵路企業，營運路線主要在大阪府中東部、三重縣、奈良縣及和歌山縣。
名古屋至大阪的路線開通後，關西鐵道曾和當時的官设鐵道（東海道線）展開激烈而罕見的商業競爭，但在1906年日本政府公布《鐵道國有法》後，關西鐵道於翌年10月1日被收歸国有。關西鐵道的原有路線現時已被分拆成多條路線，包括：關西本線、草津線、片町線、紀勢本線、櫻井線、和歌山線、奈良線及大阪環狀線。這些路線現時由東海旅客鐵道（JR東海）和西日本旅客鐵道（JR西日本）持有及管理。

## 名称
关西铁道的日文读法有「かんせい」(Kansei)和「かんさい」(Kansai)两种，虽然关西铁道发行的明信片使用“KANSAI”字样，但同公司的文件上也曾出现「カンセイ」，即Kansei的片假名表记，关西铁道机车的车头也有「KANSEI RAILWAY COMPANY」的字样。另外1910年的三省堂本百科大辞典将关西铁道的读法记为「くゎんさい」(Kwansei)。

## 历史

被收购前的关西铁道路线图。

### 成立
关西铁道于1888年成立，最初经营官设铁道 (東海道本线)没有经过的，从名古屋经三重县四日市市到東海道本线草津站的铁路线，向东连接名古屋，向西连接草津。1895年名古屋 - 四日市 - 草津一线 （今日關西本線东段和草津線）完工后，关西铁道扩大经营目标，计划建设名古屋直达大阪，不绕行京都的铁路线，为此关西铁道开始并购大阪的铁路运营商。
1897年关西铁道收购运营片町 - 四条畷間铁路线的浪速铁道，同年柘植 - 上野和上野 - 加茂間通车。1898年名古屋 - 大阪网岛全通，即今日關西本線和片町線，并開始運行急行列車。另外因为网岛用地有限，因此关西铁道收购大阪铁道，计划将湊町站 （今日JR難波站）作为關西本線大阪端的起点。

### 与官设铁道竞争
名古屋 - 大阪的路線開通後，關西鐵道和當時的官设鐵道展開激烈的商業競爭，两者名古屋 - 大阪的用时皆为5~7小时。1900年从湊町出发经过奈良的關西本線全线通车，急行列車改为完全行驶關西本線，1902年全程用时压缩至5小时以内，并提供餐车服务。關西鐵道和官设鐵道在名古屋 - 大阪的路線展开削價競爭。1902年12月双方一度和解，但是1903年10月關西鐵道以官鐵未遵守協定为由再次进行削價競爭。然而1904年日俄战争爆发，官设鐵道必须专注于战时物资运输，因此终止關西鐵道和官设鐵道的竞争。
随着關西鐵道路网的扩张周边的私铁也开始加入關西鐵道，包括运营今日和歌山線、紀勢本線的纪和铁道与南和铁道 (1904年)，以及运营今日櫻井線、奈良線的奈良铁道 (1905年)。

### 国有化
在日俄战争冲击下，铁道国有化的呼声提高，1906年《鐵道國有法》颁布，關西鐵道被列入，计划在1907年10月1日收归国有。国有化之前關西鐵道提出主要区间电气化计划，被认为希望提高收购金额，然而国有化之后，电气化计划被全部搁置，导致日后大阪電气軌道集团 (近铁前身）得以依靠优良线型、复线电气化、大功率机车等优势夺下名古屋 - 大阪之间的铁路市场。